# Krosno
Krosno là một thị trấn thuộc huyện Krosno, tỉnh Podkarpackie ở đông-nam Ba Lan. Thị trấn có diện tích 44 km². Đến ngày 1 tháng 1 năm 2011, dân số của thị trấn là 47471 người và mật độ 1091 người/km².